# 1588 en arts plastiques
| Années des arts plastiques : 1585 - 1586 - 1587 - 1588 - 1589 - 1590 - 1591    |
| Décennies des arts plastiques : 1550 - 1560 - 1570 - 1580 - 1590 - 1600 - 1610 |

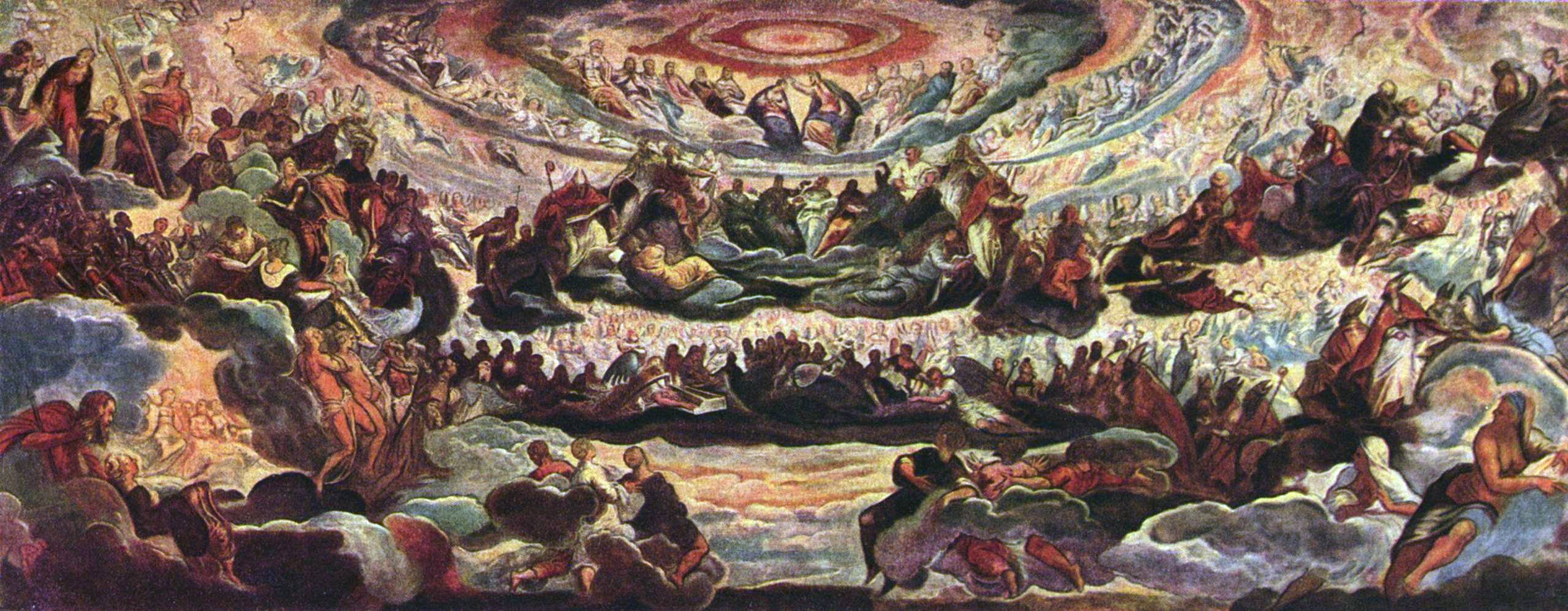
Le Paradis, toile du Tintoret.

Cette page concerne l'année 1588 en arts plastiques.

## Œuvres
- L'Enterrement du comte d'Orgaz, huile sur toile du Greco.
- Une verrière et quatre vitraux réalisés pour l'abbaye du Val-Benoit à Liège par Theunis Wypart, peintre-verrier.

## Naissances
- ? décembre : Rodrigo de Villandrando, peintre de cour espagnol († décembre 1623),
- ? :
  - Giuseppe Badaracco, peintre baroque italien († 1657),
  - Hendrick ter Brugghen, peintre néerlandais († 1er novembre 1629),
  - Antoine Le Nain, peintre français († 25 mars 1648).

## Décès
- 9 mars : Pomponio Amalteo, peintre italien de l'école vénitienne (° 1505),
- 19 avril : Paul Véronèse (Paolo Caliari), peintre vénitien (° 1528),
- 12 juin : Juan Bautista Vázquez le Vieux, sculpteur espagnol (° 1510),
- 8 août : Alonso Sánchez Coello, peintre espagnol (° 1531),
- 30 novembre :  Juan de Ancheta, sculpteur espagnol (° 1540),
- ? :
  - Jacopo Strada, peintre, architecte, orfèvre, inventeur de machines, numismate, linguiste, collectionneur et marchand d'art italien (° 1507),
  - Francesco Traballesi, peintre et architecte italien (° 1541).